# 田代ともや
田代 ともや（たしろ ともや）は、日本のフォークシンガー。本名は三代朋宏。デビュー当時は「田代友也」と表記。

## 経歴
山口県下関市から上京、コンテスト荒らしの異名をとり、なぎら健壱とコンサートやラジオに出演するが、交通事故により山口県下関市に帰郷、ライブハウスTOMOを経営。後に埼玉県に転居。ライブハウスやビデオ編集、イベント企画の会社を経営しつつ、フォーク歌手の活動も継続。
デビュー曲はEP「だからこの朝街を出る／夢を見ました」。LPでは「今、この時から」（なぎら健壱プロデュース）でデビュー。収録されている森永ヒ素ミルク中毒事件による障害者が石段を登る訓練をする「石段の戦い」（放送自粛状態）が話題を呼んだ。2ndLPは1980年10月に自主制作の「君はもう帰らない」。アレンジは渡辺勝で、ライナーノートを直木賞作家の古川薫、弟子の福田康英（ライナーノートでは深田康史名義）が書いている。バックバンドは、テキーラジャム、渡辺勝バンドが担当。「今、この時から」は発売元・ローヤルレコード株式会社 ON-2201 JASRAC録認第R-50369。「君はもう帰らない」のディレクターは大参秀一（キティレコード、中山ラビマネージャー）TOMOYA RECORD T-8084。「アジアの子どもたちに美味しいものをごちそうする会」を発起して、代表者となる。この会は「アフガンの子どもたちに美味しいものをごちそうする会」が発展したもの。
2016年8月2日、大腸がんのため死去。

## ディスコグラフィ

### シングル
- だからこの朝街を出る（オニオン・レコード、ローヤル・レコード）
なぎら健壱プロデュースによる、LP「今この時から」からのシングルカット。
「だからこの朝街を出る」の作者はなぎら健壱。名前は田代友也で表記。
- HeyLady（サウンド・ワールド、ポリドール・レコード）
B面は「あて名を書かないラブレター」。名前は田代ともやで表記。演奏は田代ともや&TOMO TOMO CLUB。

### アルバム
- 今この時から（オニオン・レコード、ローヤル・レコード）　田代友也
- 君はもう帰らない（サウス・レコード）　田代友也
- ASAKUSA DOWN TOWN FESTIVAL 1982.3.31～4.11（ライブ・オムニバス盤）（ツーパーワンレコード）表記は、田代ともや TOMO TOMO CLUBが演奏
なぎら健壱、高田渡の漫才の様な会話も聴ける。「渡辺勝バンド」、友部正人、中川五郎の演奏も収録。
明石家さんまがネタに使用しているなぎら健壱による替え歌「ギャラより高い交通費」を高田渡が歌っている。
- Thousands of smiles vol.1（cafe recoreds）
「アフガンの子どもたちに美味しいものをごちそうする会」自主制作CDの第1作目。オムニバス。
- Thousands of smiles vol.2（cafe recoreds）
「アフガンの子どもたちに美味しいものをごちそうする会」自主制作CDの第2作目。オムニバス。
- 笑顔がいっぱい Special Edition（トランジスタレコード）
サブタイトル「アフガンの子どもたちに美味しいものをごちそうするために・・・」通常販売。オムニバス。
斉藤哲夫、シバ、茶木みやこ、さかうえけんいち、瀬戸口修らが参加
- Tomoya Tashiro BEST 「過去と未来との遭遇」（トランジスタレコード）通常販売のベスト盤。
既存の音源と新規録音（アレンジは渡辺勝）の「レインコート」「町には雨が」などを収録。
新規録音のコーラスに瀬戸口修、阿部敏彦、ユミカ、須賀俊幸、福田康英らが参加。
新規録音の打楽器を三輪和則、永谷晃子、ドブロ・ギターを阿部敏彦、バンジョーを福田康英が担当。
2006年1月に永眠したレコーディング・エンジニア川崎克己の追悼の意味を持つCD。
売上一部が「アフガンの子どもたちに美味しいものをごちそうする会」への募金となる。

## 関連ミュージシャン
- なぎら健壱
- 高田渡
- 生田敬太郎
- 斉藤哲夫
- 阿部敏彦
- 渡辺勝
- さかうえけんいち
- 瀬戸口修
- 福田康英
- コウダリョウイチ